# 개삭
개삭은 우리의 전통 한선(韓船)에서 배의 바닥판이나 타판(舵板)을 고착하는데 사용되는 가로로 길게 연결하는 긴 나무못인 장삭과 배의 외판 판재들을 상호 결착하는데 쓰여 지는 나무못인 피삭(皮槊)을 정기적으로 교체하여 배 바닥의 널빤지와 나무못을 갈아 박아 배를 수리하는 것을 말한다.